# Erdődy család
A monyorókeréki és monoszlói Erdődy család a 16. században a jobbágysorból felemelkedő Bakóc családból elágazó, és a magyar arisztokrata családok sorába lépő família. Felemelkedését az egyházi pályán nagy sikerrel érvényesülő Bakócz családnak köszönheti. Az ő örökségüket felhasználva, és a 16. századi polgárháborús körülmények között a katonai tehetségüket kamatoztató családtagok segítségével szilárdították meg társadalmi helyzetüket. A 17. századra sikeresen integrálódtak a magyarországi főnemesi családok közé.

## A Bakóc család felemelkedése
A család ősei a bélteki Drágffy család Szatmár vármegyei falujának, Erdődnek a jobbágyai közül származtak. A család első ismert őse Bakóc Ferenc kerékgyártó volt, akinek tehetséges fiai papi pályára lépve emelkedtek fel. Először a Guthi Országh Mihály támogatását élvező Bakóc Bálint lett a krakkói egyetem hallgatója, aki pártfogója segítségével megszerezte a titeli prépostságot. Itt maga mellé vette testvérét Bakóc Tamást, aki előbb őrkanonoki javadalmat kapott, majd egyetemi tanulmányokba kezdett. Az egyetemi anyakönyvekbe Erdődi Tamás néven szerepelt. Hazatérése után több egyházi hivatalt is betöltött, mielőtt I. Mátyás magyar király környezetébe került, és előbb királyi titkár, győri püspök,  majd esztergomi érsek lett.
A család nemességét Országh Mihály nádor házi káplánja, a későbbi titeli prépost, erdődi Bakóc Bálint szerezte maga és testvérei, Tamás, Miklós és János részére 1459. szeptember 3-án. Ezt erősítette meg 1489. január 6-án kelt oklevelében Mátyás király erdődi Bakóc Tamás győri püspök és testvérei, Bálint és Miklós, továbbá Miklós fiai Péter és Pál, valamint a néhai János fiai, Tóbiás és János részére.
A Bakóc testvérek közül Tamás (1442–1521) esztergomi érsek volt a család ősi vagyonának felhalmozója. Ő szerezte meg részben adomány, részben vásárlás útján 1493-ban a Kőrös vármegyei Monoszlót és Szarvaskő várát, és a Zágráb vármegyei Okics várát; 1496-ban a Vas vármegyei Monyorókerék, Vörösvár és Körmend várait; 1516-ban Kruppát; 1521-ben Császárvárt; valamint a túróci Blatnica, a honti Csábrág, a somogyi Szenyér és a baranyai Máré várait. Jelentős birtokai voltak még Bihar vármegyében, háza volt Budán és zálogbirtokosa volt az esztergomi királyi városrésznek. Elérte II. Ulászló és II. Lajos királyoknál, hogy birtokait unokaöccsei, többek között testvérének, Miklósnak a fiai, Péter (monyorókeréki ág) és Bálint (monoszlói ág), illetve unokatestvérének, Bálintnak (csábrági ág) a fiai István és Farkas örökölhessék. Mivel Bálint két fia örökös nélkül halt meg birtokaik egy része előbb a rokonságukhoz tartozó erdődi Tompa családra szállt, majd házasság révén a Pálffy család birtokába került.

## A család 16. századi története[4]
Bakócz Tamás birtokainak jelentős részét unokaöccse, Erdődy I. Péter (1489–1543) örökölte, aki először használta következetesen az Erdődy családnevet. Testvérével, Erdődy Simonnal együtt részt vett a mohácsi csatában, majd Lajos király halála után  Habsburg Ferdinánd pártjára állt és Vas vármegye főispánja, királyi kamarás és főlovászmester lett. Az 1529-ben átmenetileg Szapolyai Jánoshoz csatlakozott. Ő kezdte el először használni a grófi címet (comes Montis Claudii), amit az uralkodó csak az 1565-ben kiadott rangemelő oklevelében tett hivatalossá, bár a szakirodalom hagyományosan 1511-re teszi a grófi cím megszerzését. Első felesége, alsólendvai Bánffy Sára, a második Pucheim Borbála volt.
A családi birtokok örököse Erdődi II. Péter (1500 k.–1567), Erdődy I. Péter első házasságából származó fia volt, aki előbb Zala vármegye főispánja lett, majd 1557 és 1567 között ő töltötte be a horvát báni méltóságot. Első felesége Tahy Margit,  a második Alapy Borbála volt. Nem sokkal halhalála előtt, 1565. október 11-én Miksa magyar királytól birodalmi grófi címet kapott. Gyermekei második feleségétől születtek, és leszármazottai révén a család két ágra szakadt: Tamás fia lett a magyarországi ág őse, Erdődy III. Péter utódai pedig a horvátországi ághoz tartoznak.
A Bakócz-örökség jelentős része a 16. század végére kikerült a család birtokából.  Monyorókerék és Vörösvár uradalmait tartozékaikkal együtt Erdődy I. Péter elcserélte Zrínyi Miklóssal Medve váráért és Rokonok castellumért, de Vép oppiduma is a Zrínyiek birtokába került. Körmend várát és mezővárosát előbb zálogba adták, majd 1595-ben Joó János személynök vásárolta meg.  Somló várát 1548-ban elzálogosították, majd eladták Devecseri Choron Andrásnak. Császárvár Erdődy I. Péter leszármazottainak tulajdonában maradt, és a 17. században család horvátországi rezidenciájaként funkcionált.
I. Tamás (1558–1624) korának egyik kiemelkedő hadvezére volt, aki kétszer is viselhette a horvát báni méltóságot (1584–1595 és 1608–1615), először 1584-ben, 26 éves korában. Már az 1580-as években aktívan részt vett a végvidéki harcokban, 1591-ben felszabadította családja ősi birtokát, Monoszlót. Legnagyobb győzelmét 1593. június 22-én aratta a sziszeki csatában, ahol Hasszán boszniai pasa is elesett, aminek következtében kirobbant tizenöt éves háború. Mindemellett jelentős birtokgyarapodás is köthető a nevéhez. Felesége Ungnád Kristóf horvát bán (1578–1584) egyetlen gyermekeke, Mária volt. Az ő öröksége révén került az Erdődy család birtokába Szomolány és Jókő vára, amely ettől kezdve a család ezen ágának egyik központi birtoka lett. Ugyancsak e házasság révén került a családhoz 1607-ben a varasdi főispáni cím, amit ettől kezdve mindig valamelyik családtag viselt. A családi birtokokon több építkezés is fűződik a nevéhez: 1603-ban ő építette Császárvár aljában a Novi Dvorinak (Újkastélynak) nevezett kastélyt, amely a 17. század folyamán a családtagok kedvelt tartózkodási helyévé vált. 1613-ben hosszú pereskedés után visszaszerezte, majd 1615-ben átépítette a vépi várat is, kialakítva ezzel a mai kastély négyszögletes formáját.

## A család 17. század története[7]

### A magyarországi ág,Erdődy I. Tamás(1558–1624) utódai
Erdődy Tamás fiai közül kettő egyházi pályára lépett, (István, János), egy (Zsigmond) politikai téren érvényesült, a negyedik (Kristóf) pedig gyerekei révén tovább vitte a család ezen ágát. Erdődy István és Erdődy János közül az utóbbi futott be nagyobb karriert, amennyiben II. Mátyás egri püspökké nevezte ki (igaz a pápai megerősítést nem kapta meg). Fiatalon, 37 évesen halt meg, talán ezért nem jutott még előrébb az egyházi hierarchiában. Bátyját Istvánt pedig szerémi püspökké nevezték ki (ugyancsak nem kapta meg a pápai megerősítést), őt feltehetőleg vaksága akadályozta meg az előrejutásban. Erdődy Zsigmond folytatta a családi hagyományokat és bár a magyarországinak tartott ághoz tartozott, horvát bán (1627–1639) lett. Kristóf nem töltött be semmilyen fontos tisztséget, viszont három felnőttkor megért gyermeke (György, Gábor, Imre) révén ez az ág nem halt ki.
A következő generáció tagjai világi pályán próbáltak érvényesülni. I. György (1614–1663) és Gábor (megh. 1650) a bécsi egyetemen tanult (1628–1629), majd kettőjük közül csak György folytatta tanulmányait, méghozzá a franciaországi Doualiban (1631–1633). Azonban sem ő, sem testvére Gábor nem jutott el a legmagasabb világi tisztségig, a nádorságig. György tárnokmesterségig (1662–1663), Gábor főajtónállóságig vitte. Pedig Gábor első felesége (Pálffy Mária) révén a befolyásos Pálffy családdal is rokonságban volt. Mindkettőjük ága folytatódott: I. Györgynek I. Sándor (1644–1663), Gábornak pedig II. György (1648–1713) és Kristóf (1649–1704) nevű fia utódai születtek. I. György és Gábor öccse, a legkisebb fiú Imre is a tárnokmesterségig (1679–1690) vitte, ezzel már a negyedik Erdődy volt, aki kiérdemelte e tisztséget. Az ő egyetlen fia, Imre (1648 k.–1668) fiatalon, utód nélkül halt meg egy török elleni kisebb csatában.
A harmadik generációban tehát három fiút találunk és köztük egy olyan Erdődyt, aki már egészen a rangban a nádor mögött következő országbírói tisztségig vitte.II. Györgyöt (1648–1713) e rang elnyerése előtt végigjárta a ranglétrát: királyi főkamarás (1679–1691), majd főlovászmester (1691–1693), ezt követően pedig tárnokmester volt egészen országbíróvá való kinevezéséig vagyis 1704. január 19-ig. Erdődy II. György egyben első felesége révén jelentős birtokszerző is volt: Rákóczi László egyetlen örökösét, Erzsébetet vette feleségül, akinek révén viszonylag nagy, jól jövedelmező birtokok kerültek a család tulajdonába, amelyeket saját utódok hiányában testvére, Kristóf gyerekei örököltek. II. György nevéhez fűződik az árvai főispáni cím megszerzése is, mivel 1675-től haláláig az árvai királyi javak igazgatója is volt.
Ez az ág Sándor és Kristóf utódaiban folytatódott: I. Sándornak egyetlen fia, II. Sándor (1670–1728) érte meg a felnőttkort, Kristófnak viszont négy: III. György (1674–1739), László Ádám (1677–1736), Gábor Antal (1684–1744), József (1685 k.–1723) és Imre (1686–1736).

### Az horvátországi ág, Erdődy III. Péter utódai
A szakirodalom Erdődy III. Pétertől származó Erdődyeket a család horvátországi ágának nevezi. E felosztásból azonban a család egyes tagjai kilógnak. Igaz ugyan, hogy III. Péter ága erősebben kötődött Horvátországhoz: ott éltek, többnyire ott élő családból választottak feleséget és egymás között is gyakran horvátul leveleztek. Viszont a magyarországi ágnak is több olyan tagja volt, aki Horvátországban élt, sőt közülük is került ki horvát bán, a már említett Erdődy Zsigmond. De jó példa erre Erdődy Imre is, aki többnyire Horvátországban élt és fiatalon meghalt fiát, Ádámot aki ott katonáskodott. Erdődy Imrét a kortársak maguk is a horvátországi urak közé sorolták.
A horvátországi ág tagjai közül III. Péter unokája, II. Farkas említendő, aki miután Batthyány I. Ádám udvarában szolgált főrangú familiárisként (1642) Draskovits János és Thurzó Borbála leányát, Draskovits Borbálát vette feleségül. Thurzó Borbála első férje Erdődy Gábor volt, akitől négy gyermeke is született. E házasság révén a két család (Erdődy és Draskovits) többszörösen is rokonságba került egymással. Farkas nem sokkal a házasságkötésük után egy törökkel vívott küzdelemben meghalt. Testvére, II. Miklós hat évvel később, 1653-ban Borbála testvérét, Johanna Máriát vette el feleségül. II. Miklós a család ezen ágának legnevesebb tagja volt: kitűnő katona hírében állt (ott volt Buda visszavételénél (1686) és horvát bánként (1670–1693 között) visszahódította Szlavóniát a töröktől.

## A család címere
Négyelt pajzs szivpajzzsal, ebben vörös mezőben arany félkerékből kinövő, természetes szarvas (az 1459-ben adományozott és 1489-ben megerősített Bakócz-címer). A nagy pajzs: 1. arany mezőben koronás fekete sas. 2. és 3. kék mezőben két ezüst hullámos pólya közt két egymás mellett álló hatágú csillag. 4. arany mezőben faragott kövekből rakott fehér várfal két ormozott toronnyal. Három sisak, sisakdíszek: 1. (középső) koronás fekete sas, takaró jobbról ezüst-vörös, balról arany fekete. 2. egy fekete és egy vörös strucctoll között balra fordult kinövő páncélos kar, markában arany védvasas kivont kardot tart, takaró arany-fekete. 3. a leírt kar szintén strucctollak között jobbra fordulva kékkel és arannyal osztott zászlót tart, takaró kék-vörös. Ugyanez címere Varasd vármegyének is.

## Családfa (16-19. század)
- E. II. Péter (?-1586) utódai, a magyarországi ág:
  - A1 I.Tamás (1558–1624)
    - B1 István (?-1638)
    - B2 Erzsébet
    - B3 Kristóf (1584–1621)
    - B4 Zsigmond(1590–1639)
    - B5 Zsuzsanna(?–1633)
    - B6 Anna (?–1634)
    - B7 János (?–1624)
      - C1 Erzsébet
      - C2 Imre (?–1690)
        - D1 Ádám (?–1668)

      - C3 I. György (1614–1663)
        - D1 I. Sándor (1644–1681)

      - C4 Gábor (?-1650)
        - D1 Zsuzsa Éva
        - D2 Angelika
        - D3 II.György (1648–1713)
        - D4 Borbála
        - D5 Mária
        - D6 Sándor
        - D7 II. Kristóf (1649–1704)
          - E1 Kata
          - E2 László Ádám (1679–1736)
          - E3 Teréz
          - E4 Gábor Antal (1684–1744)
          - E5 József (1685 k.–1723)
          - E6 Imre (1686–1736)
          - E7 III. György Leopold (1674–1758)
            - F1 János Nepomuk (1723–1789)
              - G1 Julianna (1747– ?)
              - G2 Teréz (1748– ?)
              - G3 József (1754–1824)
              - G4 Leopold (1755–?)
              - G5 Antal (1762–1803)

          - E8 II. Sándor (1670–1727)
            - F1 Lajos (1694–1766)
              - G1 Henrika (1731–1778)
              - G2 Lipót (1740–1771)
              - G3 László (1746–1786)
              - G4 Lajos (1749–1794)

            - F2 László (1693–1751)
              - G1 János (1733–1806) 
                - H1 Antónia (1765–1792)
                - H2 Sándor (1766–1823)
                  - J1 Károly (1793–1873)
                  - J2 Antal (1797–1864)
                    - K1 János Nepomuk (1847–1878)

                  - J3 Amália (1800–1867)

                - H3 Zsigmond (1775–1813)
                  - J1 Kamila (1801–1896)
                  - J2 Sándor János Lajos Zsigmond (1802–1881)
                  - J3 Natália (1804–1845)

              - G2 Anna Mária (1728–1807)
              - G3 Miklós (1719–1757)
                - H1 Mária Teréz (1745–1782)
                - H2 Jozefa (1750–1777)
                - H3 Lajos Rudolf (1747–1777)
                  - J1 Károly Miklós (1770–1833)
                  - J2 Ferencz (1772–1815)
                    - K1 Barbara (1793–1858)
                    - K2 Kajetán (1795–1856)
                      - L1 Mária (1819– ?)
                      - L2 Karolina (1823–1908)
                      - L3 Eugénia (1826–1894)
                      - L4 Zsófia Karolina (1835–1907)
                      - L5 Ferenc Xaver (1830–1906)
                        - M1 Tamás (1855–1918)
                        - M2 Károly (1857–1893)
                        - M3 Klotild (1859–1881)
                        - M4 Melanie Ernesztina (1861–1954)
                        - M5 Sándor Bartholomeas (1865–1940)
                          - N1 Ferenc Xaver (1901–1983)
                          - N2 Péter Pál (1902–1998)

                        - M6 Imre (1854–1925)
                          - N1 Ilona (1883–1963)
                          - N2 Mária (1884–1946)
                          - N3 Vilmos (1887–1959)
                          - N4 Gabriella (1889– 1916)

- E. II. Péter (?–1586) utódai, a horvátországi ág:
  - A1 III. Péter (?–1613)
    - B1 IV. Péter (?–1639)
    - B2 Farkas
      - C1 Farkas (?–1647)
      - C2 György
        - D1 V.Péter
        - D2 II.Ferenc
        - D3 Krisztina

      - C3 Katalin
      - C4 II. Miklós (?–1693)
        - D1 V.Tamás
        - D2 IV. Miklós (1694 k.–1706)
        - D3 Borbála

    - B3 I. Miklós
    - B4 III. Tamás (?–1669)
    - B5 Simon
    - B6 Bálint
    - B7 Ferenc (?–1631)
    - B8 Borbála
    - B9 Mária (?–1655 k.)

## A család nevezetes tagjai[18]
- Angéla (Angelika) Mária (?–?), Erdődy Gábor és Pálffy Mária leánya, apáca
- Erdődy Antal (1714–1769),[19] Erdődy György Lipót országbíró fia, 1760-ban árvai főispán, kamarás, tábornok. [20]
- Erdődy Antal (?–?), Erdődy Miklós fia és Erdődy Lajos alkancellár testvére, tábornok a 18. század második felében.
- Erdődy Ádám (1648 k.–1668), Erdődy Imre és Forgách Éva  fia, Petrinya kapitánya, 1668. február 4-én Nagysároson feleségül vette Rákóczi Erzsébetet, majd február 24-én meghalt egy törökkel vívott csetepatéban.
- Erdődy Bálint (?–1648 e.), Erdődy III. Péter fia, Vas vármegyei földbirtokos, felesége Révay Zsófia (Révay Péter koronaőr lánya és Nádasdy Pálné húga),[21] akivel az esküvőt valamikor 1624. április 24. után, de 1628 októbere előtt tartották.[22]
- Erdődy Borbála (?–?), Erdődy III. Péter lánya, 1611. szeptember 11-én Ráttkay Péter (Ráttkay János és Konszky Anna leánya) felesége lett.[23]
- Erdődy Borbála (?–?), Erdődy Gábor és Amadé Judit leánya, aki Czobor Ádámhoz ment feleségül.
- Erdődy Erzsébet (?–?), Erdődy Kristóf és Thurzó Borbála leánya, 1639. március 6-án feleségül ment Keglevich Ferenchez.[24] Házasságukat 1642. augusztus 29-én nyilvánították semmisnek.[25]
- Erdődy Eugénia (1826-1894), csillagkeresztes palotahölgy, Festetics György király személye körüli miniszter felesége
- Erdődy I. Farkas (?–1645), Erdődy III. Péter fia, 1618. június 10-én feleségül vette Thuróczy Borbálát, akitől II. Farkas, III. Miklós és György fiai születettek.
- Erdődy Farkas (?–1647), Erdődy Farkas és Thuróczy Borbála fia, Miklós bán testvére. 1642-ben Batthyány I. Ádám udvarában élt főrangú familiárisként. 1645. szeptember 17-én feleségül vette Draskovits Borbálát.[26] Valamikor 1647. május 21. előtt halt meg egy török elleni küzdelemben.[27]
- Erdődy Ferenc (?–1631), Erdődy III. Péter fia, 1627-ben a jáki Szent György apátság apátja volt.
- Erdődy Xavér Ferenc (1830–1909), a főrendiház tagja, 1894. belső titkos tanácsosi méltóságot kapott.[28]
- Erdődy Gábor (1615–1650), 1637-ben császári kamarás, 1642. február 12-től királyi tanácsos, 1649. november 23-tól haláláig, 1650. augusztusáig királyi főajtónálló. Első feleségétől, Pálffy Máriától (+1643. március 18.) két lánya született: Zsuzsa Éva és Mária Angéla. Második feleségétől, Amadé Judittól (+1678. szeptember 23.)[29] három gyermeke született: II. György, Kristóf és Borbála.
- Erdődy Gábor Antal (1684–1744), Kristóf tárnokmester fia, miként testvére Erdődy László Ádám, papi pályára lépett, s 1715–44 között egri püspök volt.
- Erdődy I. György (1614–1664), 1646. március 23-án nevezték ki királyi főkamarásnak, 1655-től császári kamarás is, 1662. november 22-én pedig tárnokmesternek, amely tisztet 1663-ban bekövetkezett haláláig töltötte be. Ő örökölte Erdődy Zsigmond halála után a varasdi főispáni széket, ahová 1639. szeptember 26-án iktatták be. 1638. február 14-én vette feleségül Batthyány Erzsébetet (Batthyány Ferenc és Poppel Éva leánya).[30] Egyetlen gyermekük érte meg a felnőttkort: Erdődy I. Sándor.
- Erdődy II. György (1648–1713), Erdődy Gábor és Amadé Judit fia, főlovászmester, tárnokmester, országbíró, első felesége Rákóczi Erzsébet, a második Jakusits Terézia volt.
- Erdődy György Lipót (1674–1758), Erdődy Kristóf tárnokmester fia, Bars vármegye főispánja, ezredes, m. kir. udvari helytartósági tanácsos, kincstári elnök, koronaőr, országbíró, az aranygyapjas rend birtokosa. Harcolt a franciák ellen, s az ekkor kapott sebeiben halt meg 1758-ban.
- Erdődy György (1785–1859), Erdődy László körösi főispán fia, 1848-ig Varasd vármegye főispánja volt.
- Erdődy György Gobert (1843–1925), a főrendház tagja,  élénken részt vett Vas vármegye közéletében.
- Erdődy Imre (1616–1690), 1643-tól kir. kamarás, 1647. február 28-án királyi tanácsossá nevezték ki, 1679. augusztus 21-én pedig tárnokmesterré. 1682-ben átvette unokaöccsétől, I. Sándortól a varasdi főispáni címet, amelyet haláláig viselt. Tagja volt annak a törvényszéknek, mely a Zrínyi–Frangepán–Nádasdy-féle mozgalom résztvevői felett ítélkezett. Az 1655. 76. t. c. rendelkezése szerint királyi csapatokkal kellett lecsendesíteni a birtokain fellázadt jobbágyokat. Feleségétől, Forgách Évától egy fia született: Ádám.
- Erdődy Imre (?–?), Erdődy Kristóf tárnokmester fia, a Száva-vidék egyik parancsnoka volt a 18. század első felében.
- Erdődy István (1813–1896), valóságos belső titkos tanácsos, főlovászmester, aranygyapjas vitéz, a vaskorona rend nagykeresztese, a főrendiház és a delegációk tagja.
- Erdődy I. Nepomuk János (1723–1789), Erdődy György országbíró és Esterházy Terézia fia, 1760-tól cs. kir. kamarás, valóságos belső titkos tanácsos és m. kir.  Helytartóság tanácsosa, Zólyom vármegye főispánja, 1772 és 1782 között a m. kir. kamara elnöke.
- Erdődy II. Nepomuk János (1733–1806), Erdődy László és Illésházy Anna Mária fia, Varasd és Körös vármegyék főispánja, 1751-től katonaként szolgált, 1763-tól a Széchenyi-huszárezred ezredese, 1773-tól vezérőrnegy a Nádasdy-huszárezred új tulajdonosa, 1790-től haláláig horvát bán.
- Erdődy János (1794–1879) varasdi főispán, királyi tanácsos, 1848-ban fiumei kormányzó, és a magyar nemzeti érdekek képviselője, amiért a varasdi főispánságtól átmenetileg megfosztották.
- Erdődy József (1754–1824) nyitrai főispán, főasztalnokmester, kancellár, az aranygyapjas rend birtokosa, aki részt vett 1814-ben a bécsi kongresszuson, galgóci várában színházat emeltetett I. Ferenc császár látogatása tiszteletére. Az Erdődy család Kristóf tárnokmester Gábor nevű fiától származó ágának utolsó sarja.
- Erdődy Károly (1793–1841), varasdi főispán volt.
- Erdődy Lajos (1747–1777), Erdődv Miklós és Batthyány Teréz fia, Erdődy Antal tábornok testvére, veszprémi főispán, 1776-tól alkancellár.
- Erdődy László Ádám (1679–1736), Erdődy Kristóf tárnokmester fia, nyitrai püspök és kancellár 1707 és 1720 között.
- Erdődy László (1746–1786), 1770-ben a báni helytartóság tanácsosa, cs. kir. kamarás és 1789-től kőrösi főispán.
- Erdődy Mária (?–?), Erdődy III. Péter leánya[31] Keglevich István felesége, akitől 1640. március 31-én Zágrábban törvényesen elvált.[32]
- Erdődy Miklós (1630–1693), Erdődy Farkas és Thuróczy Borbála fia. Petrinya várának kapitánya, kamarás, a kulpai végvidék főkapitánya. 1670. március 29-től báni helytartó, mely méltóságot Bosković Márton zágrábi püspökkel együtt 1680-ig viselte. 1680. ápr. 10-től haláláig horvát bán. Részt vett Buda visszavételében és a Szlavónia visszafoglalásáért vezetett hadjáratban. Első felesége Draskovich Julia, a második Gallenberg Izabella volt. Két gyernektelen fia, Miklós és Tamás az Erdőy család ezen ágának utolsó tagjai.
- Erdődy I. Péter (?–?), Bakócz Miklós fia, Bakócz Tamás érsek unokaöccse, az Erdődy család tulajdonképpeni alapítója. Bakócz Tamás 1517-ben szerzett vagyona örökösévé tette, ami utat nyitott neki a magas hivatalok viselésére. Részt vett a mohácsi csatában, előbb János király pártján volt, Ferdinándhoz pártolt és Vas vármegyei főispánja, főkamarás és főlovászmester lett.
- Erdődy II. Péter (?–1567), Erdődy I. Péter tárnokmester ás Bánffy Sára fia, Zala vármeye főispánja, 1547-ben 200 huszár élén részt vett a schmalkaldeni háboruban, amiért aranysarkantyús vitézzé avatták, 1557-től horvát bán volt. Első felesége Tahy Margit, a második Alapy Borbála volt.
- Erdődy III. Péter (1560–1613), Erdődy II. Péter fia[33] részt vett a tizenötéves háború horvátországi harcaiban. Felesége Stubenberg Zsuzsanna, gyermekeik: Péter, Farkas, Miklós, Tamás, Simon, Ferenc, Bálint, Borbála, Mária.[34]
- Erdődy IV. Péter (?–1659), III. Péter fia, felesége Gregorijanec Annamária.[35]
- Erdődy Rudolf (1846–1932), a novimarovi mintagazdaság birtokosa, a horvát tartománygyűlés és a magyar főrendiház tagja. Ismert sportember és híres galamblövő.
- Erdődy Rudolf István (1883-1966) földbirtokos, királyi tanácsos,
- Erdődy I. Sándor (1644–1681), Erdődy György fia, 1715-től kamaraelnök, az 1715-ös és 1723-as országgyűlések több bizottságának tagja.
- Erdődy II. Sándor (1670–1728), Erdődy I. Sándor fia szintén kamaraelnök volt. Négy fia közül kettő, László és Lajos (+1725) cs. kir. kapitány, alapított családot.
- Erdődy III. Sándor (1727–1793), 1789-ben varasdi főispán és tábornok.
- Erdődy Sándor (?–?), 1840-ben Varasd vármegye adminisztrátora volt.
- Erdődy Sándor Lajos (1802–1881), Erdődy Zsigmond és Festetich Mária fia. Az 1840-es és 1844-es országgyűlésen ellenzéki szónok volt. 1848-ban a második minisztériumban őt szemelték ki külügyminiszternek. Főlovászmester, az MTA tagja.
- Erdődy Simon (1489 k.–1543), Bakócz Miklós fia, Bakócz Tamás esztergomi érsek unokaöccse, Erdődy Péter testvére. 1518-tól zágrábi püspök, 1526-ban részt vett a a mohácsi ütközetben, majd János királyhoz csatlakozott. Bécs sikertelen török ostroma után közeledett  Ferdinánd királyhoz közeledett, 1531 és 1534 között elnyerte a horvát báni tisztséget.
- Erdődy Simon (?–?), III. Péter fia, 1622-ben a gráci Nova Schola hallgatója.[36] és 1640-ben még élt.[37]
- Erdődy II. Tamás (1558–1624), Erdődy III. Péter fia, varasdi főispán, tárnokmester, horvát bán.[35]
- Erdődy Tamás (1855–?), a főrendiház tagja, Vas vármegyei földbirtokos, Vépen gazdálkodott.
- Erdődy Zsigmond (?–1639), horvát bán, Erdődy Tamás horvát bán fia, 1627. máj. 20-tól haláláig horvát bán.
- Erdődy Zsuzsa Éva (?–?), Erdődy Gábor és Pálffy Mária leánya, első férje Lippay János, a második Pálffy Tamás.

## Kastélyok, kúriák
Magyarország
- Erdődy-palota, Buda
- Erdődy-kastély, Doba
- Erdődy–Choron-kastély, Jánosháza
- Erdődy-kastély, Sajólád
- Erdődy-kastély, Szombathely
- Erdődy-kastély, Táplánszentkereszt
- Erdődy-kastély, Vép
- Hűvös–Erdődy-kastély, Zalaegerszeg
- Széchenyi-kastély, Gencsapáti

Ausztria
- Erdődy-kastély, Monyorókerék
- Erdődy-kastély, Vasvörösvár

Horvátország
- Erdődy-kastély, Béla
- Erdődy-várkastély, Jasztrebarszka
- Erdődy-kastély, Novi Marof
- Erdődy-kastély, Popovača

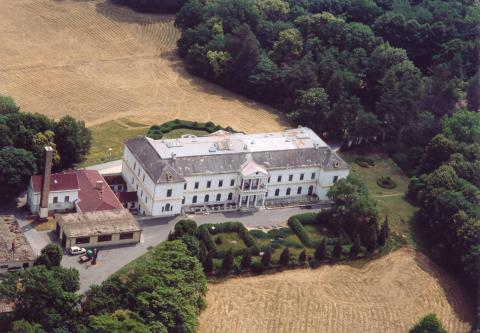
A dobai Erdődy-kastély légifelvétele

- Erdődy–Rubido-kastély, Gornja Rijeka

Szlovákia
- Erdődy-kastély, Galgóc
- Erdődy-palota, Pozsony